# Monte Gjertsen
Il Monte Gjertsen (in lingua inglese: Mount Gjertsen) è una vetta antartica alta 2.420 m, posta 4 km a nordest del Monte Grier, nelle La Gorce Mountains, catena montuosa che fa parte dei Monti della Regina Maud, in Antartide. 
Fu scoperto nel dicembre 1934 dal gruppo comandato da Quin Blackburn facente parte della spedizione antartica dell'esploratore polare Richard Evelyn Byrd.
La denominazione fu assegnata per tentare di riconciliare le scoperte di Byrd con le denominazioni assegnate in precedenza nel 1911-12 dall'esploratore norvegese Roald Amundsen. Amundsen aveva denominato una montagna nelle vicinanze in onore di Hjalmar Fredrik Gjertsen, luogotenente della Kongelige Norske Sjøforsvaret (la Marina Reale Norvegese), che era il secondo ufficiale di coperta a bordo della Fram, la nave di Amundsen, e che successivamente fu pilota nei ghiacci per la Spedizione antartica di Byrd del 1933-35.